# Harald Mini
Harald Mini (* 1960 in Linz) ist ein österreichischer Jurist, Drehbuchautor, Schriftsteller und Krimiautor.

## Leben
Harald Mini studierte Jus und ist seit 1987 Richter am Bezirksgericht Linz. Als Autor ist Mini im Bereich juristischer Fachbücher sowie Belletristik, insbesondere Kriminalromane, tätig. Bekannt wurde er auch durch die Doblhofer-Ratekrimis der Sonntags-Presse.
Weiters verfasste er Sketche für das Wiener Kabarett Simpl unter Martin Flossmann. Für den ORF schrieb er die Vorlagen für zwei Tatort-Krimis. Außerdem erfand er bislang drei Kinderspiele.
Mini lebt in Linz.

## Werke (Auswahl)
- Doblhofer ermittelt in Wien. (Rätsel-Krimi), Gmeiner, ISBN 978-3-8392-1659-0
- Innominati. (Thriller-Satire), Leykam, ISBN 978-3701178667
- Der Da-Linzi-Code. (Thriller-Satire), Leykam, ISBN 978-3701177912
- Exekutionsverfahren. (Sachbuch), Linde, 2015, ISBN 978-3-7073-3075-5

## Filmografie
- 1984: Tatort: Der Mann mit den Rosen
- 1986: Tatort: Wir werden ihn Mischa nennen
- 1994: Der exekutierte Mensch